# 左之宜
左之宜（1550年—？），字用善，號海楼，山東登州府萊陽縣人，民籍，明朝政治人物。

## 生平
萬曆四年（1576年）丙子科山東鄉試第六十七名，萬曆八年（1580年）庚辰科三甲第一百零五名進士。吏部觀政，本年授鎮江府推官。十四年行取，選雲南道监察御史。十五年因建言降为澤州判官。十六年升西安府推官，十八年升南京户部主事，十九年升南京兵部员外郎，二十二年升開封府通判。

## 家族
曾祖左聖；祖父左文昇，曾任壽官；父左英，封文林郎。母董氏；繼母劉氏。